# Barromán
Barromán é um município da Espanha na província de Ávila, comunidade autónoma de Castela e Leão, de área 20 km² com população de 235 habitantes (2007) e densidade populacional de 11,75 hab./km².

## Geografia
- Rios: Zapardiel, afluente do Douro.
- População: em torno de 250
- Economia: agricultura

## Demografia
| Variação demográfica do município entre 1991 e 2004 | Variação demográfica do município entre 1991 e 2004 | Variação demográfica do município entre 1991 e 2004 | Variação demográfica do município entre 1991 e 2004 |
| --------------------------------------------------- | --------------------------------------------------- | --------------------------------------------------- | --------------------------------------------------- |
| 1991                                                | 1996                                                | 2001                                                | 2004                                                |
| 297                                                 | 265                                                 | 251                                                 | 226                                                 |